# Vitino di vespa
Il vitino di vespa o vitino da vespa è un termine per definire una vita di una donna dal diametro molto contenuto.

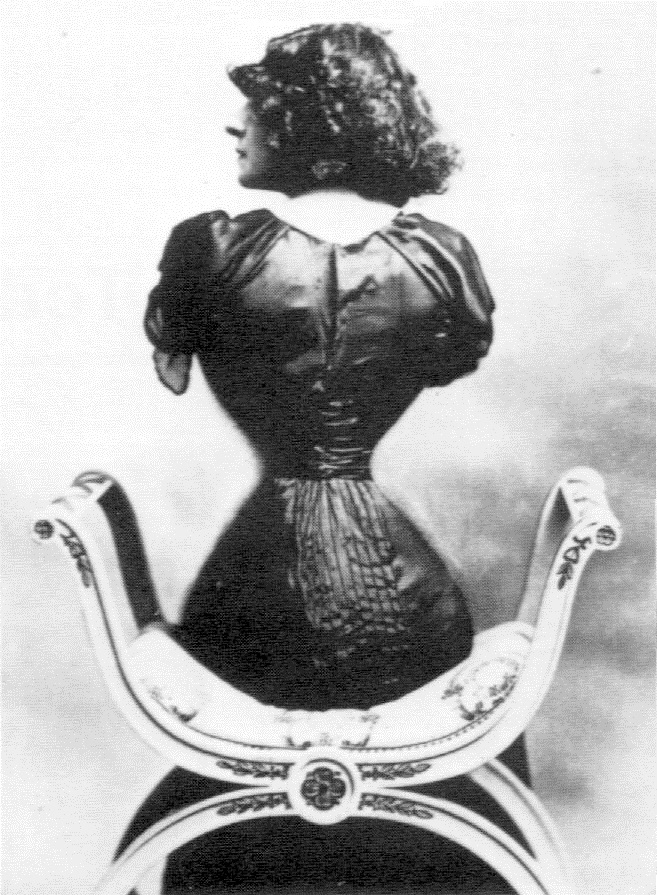
Polaire, esempio di donna che mostra una fisionomia a "vitino da vespa"

## Etimologia
Prende il nome dalla somiglianza che la silhouette della donna ha con la fisionomia del corpo di una vespa. Solitamente per ottenere una vita a vitino di vespa si usa un corsetto, che è stato di moda per vari periodi nel XIX e XX secolo oppure si possono fare determinati esercizi fisici o seguire una dieta specifica. La sua caratteristica principale è la marcata differenza tra la naturale larghezza della gabbia toracica a quella ridotta della vita, con i fianchi che causano una netta curvatura della fisionomia femminile.

## Il corsetto

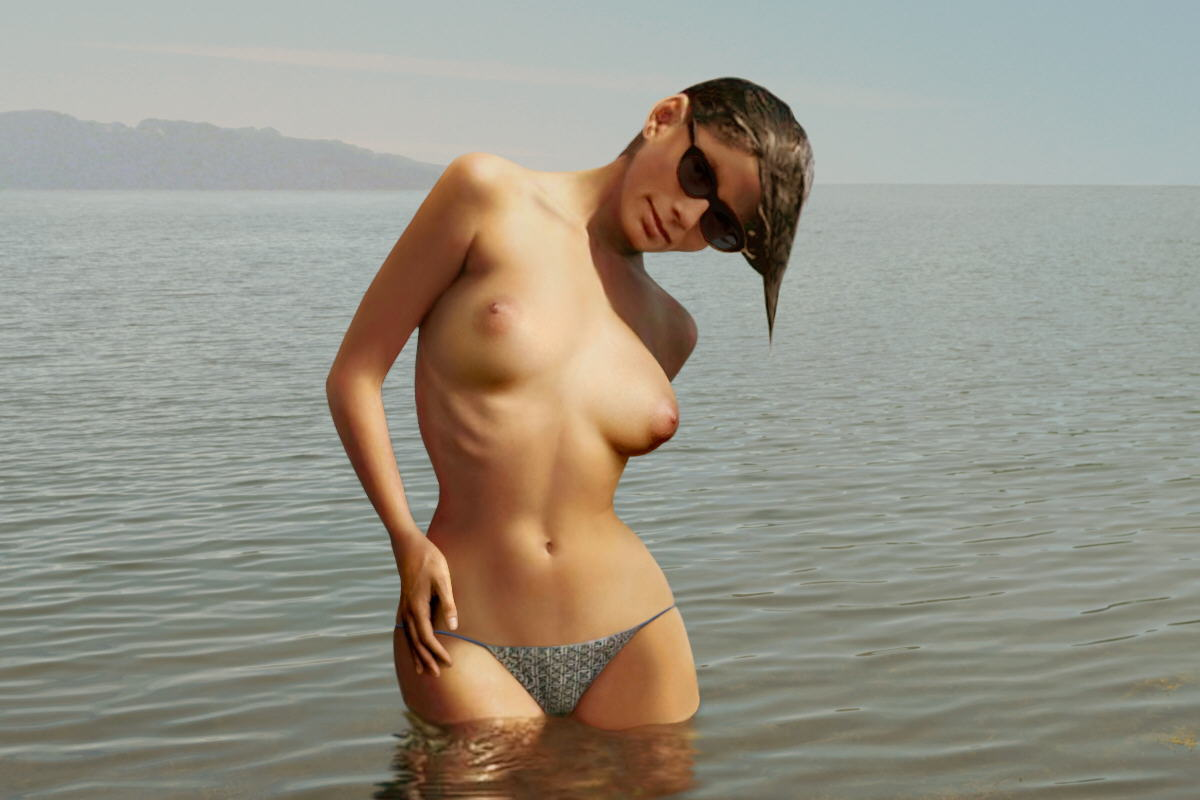
Esempio di donna con morfologia anatomica dell'addome a vitino di vespa

Durante tutto il 1800 massima ambizione della donna fu avere il vitino di vespa, ossia una circonferenza che non superasse i 40 centimetri, in contrasto con la larghezza della gonna. La difficoltà di indossare simili corsetti fu superata con l'invenzione dell'allacciatura "alla pigra", che comportava una serie di lacci variamente incrociati che non necessitavano dell'aiuto di alcuno. L'uso del busto poteva comportare anche tragedie, come quella riferita da un giornale parigino nel 1850 i cui si dichiarava che una giovane donna, morta durante un ballo, aveva indossato un corsetto talmente stretto che le costole avevano perforato il fegato". Alla fine dell'Ottocento il busto si allungò oltre la vita stringendo anche una parte dei fianchi. La sua conformazione anatomica dava alla figura di profilo una linea ad "esse" che spingeva il petto molto in alto e inarcava i reni indietro. Così il periodo che in Italia conosciamo come Liberty consegnava la donna al nuovo secolo, che si apriva con grande euforia, ma con molte contraddizioni. Questo accessorio costringeva tutti gli organi interni, serrandoli e deformando il fisico, causando anche disturbi digestivi e svenimenti. Le dame eleganti dovevano avere un busto adatto ad ogni capo del guardaroba, con trine, nastri e tessuti pregiati. Se si pensa che la moda ottocentesca prevedeva per la donna un vestito per ogni occasione (da casa, da giardino, da visita, da carrozza, da passeggiata, da viaggio ecc.) si può immaginare la dovizia di busti che doveva comprendere un guardaroba elegante. Nemmeno lo sport, che cominciava ad essere praticato da uomini e donne alla fine del secolo, risparmiava il corpo dal busto, anche se con fianchi elastici e corsetti privi di stecche.
Tra gli anni 1890 e 1920 furono celebri per i loro vitini di vespa le Gibson Girl, disegnate da Charles Dana Gibson, la modella, ballerina e attrice Evelyn Nesbit, Polaire e ancor più, Camille Clifford, a metà del ventesimo secolo Audrey Hepburn.

## Problemi medici

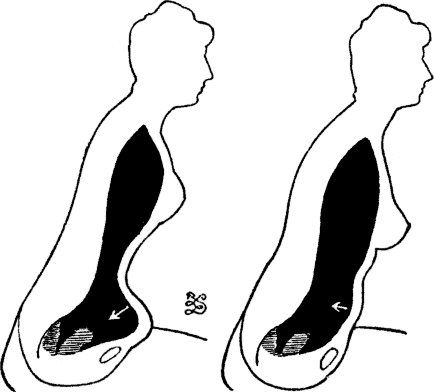
Deformazioni causate dai corsetti.

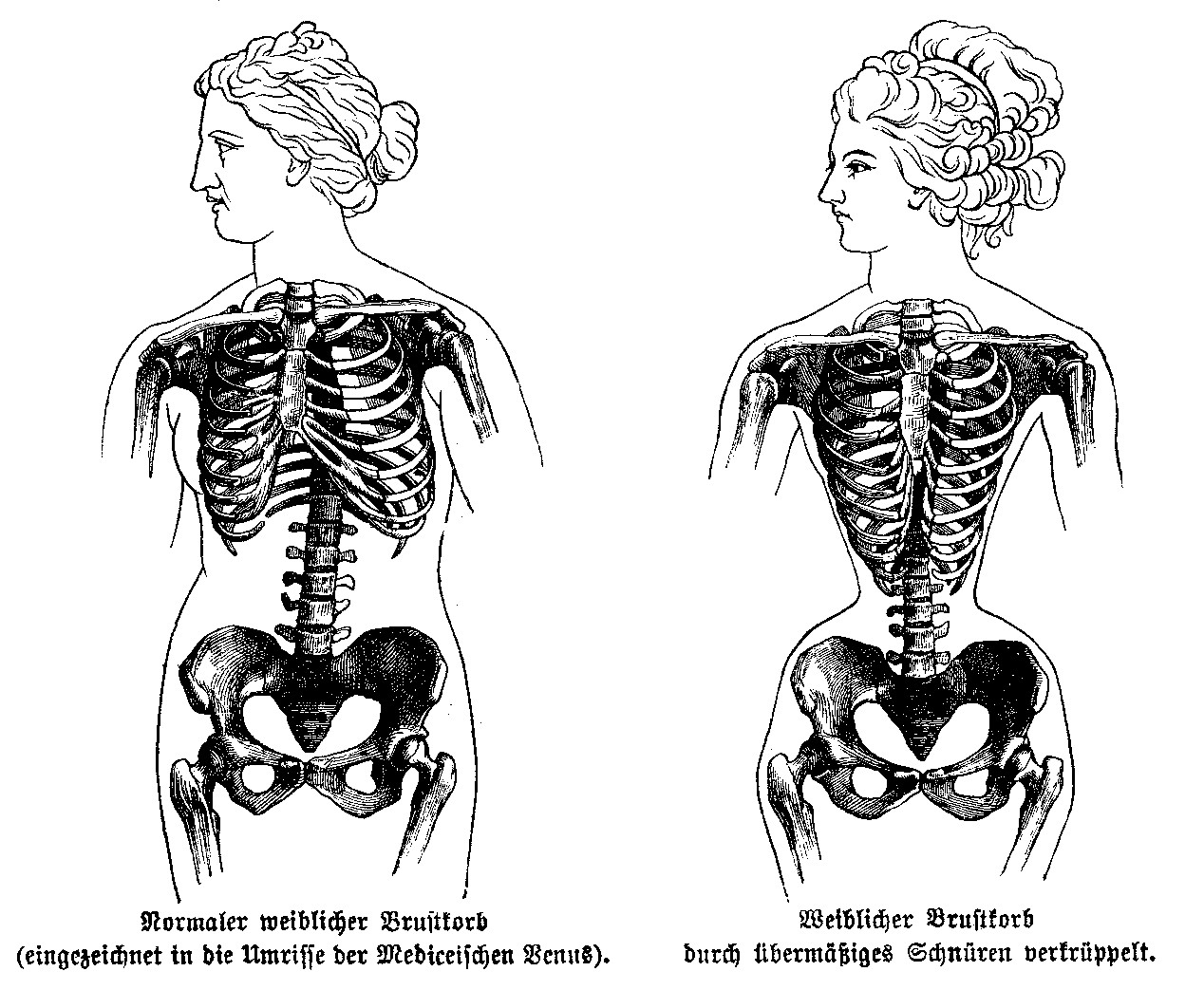
Deformazioni del vitino di vespa (1892)

Durante il periodo in cui la moda imponeva il vitino di vespa dagli ambienti medici fu sollevato il problema delle conseguenze negative di una costrizione stretta della vita che può portare a mancanza di respiro o provocare svenimenti. Dopo un periodo di assuefazione, tuttavia, questi problemi per lo più non si verificano, ma da una allacciatura prolungata per troppo tempo, gli organi interni restano danneggiati.
Si menzionano anche casi in cui alcune donne si sarebbero fatte togliere due costole per raggiungere chirurgicamente il risultato.

## Riferimenti letterari
Più snella da la crinoline emerge la vita di vespa.»
(Guido Gozzano, L'amica di nonna Speranza)